# For the Love of Fire and Water
For the Love of Fire and Water ist ein Jazzalbum von Myra Melfords Fire and Water Quintet. Die 2021 im Veranstaltungsort Firehouse 12, New Haven, Connecticut, entstandenen Aufnahmen erschienen am 1. April 2022 auf dem Label RogueArt.

## Hintergrund
Myra Melford hatte sich für ihr Album The Other Side of Air aus dem Jahr 2018 mit der Gruppe Snowy Egret besonders von Cy Twombly und einem verwandten Geist, dem südafrikanischen Künstler und Animator William Kentridge, inspirieren lassen. Ihr folgendes Album For the Love of Fire and Water nahm sie mit einer All-Star-Crew aus Mary Halvorson an der Gitarre, Tomeka Reid am Cello, Ingrid Laubrock am Sopran- und Tenorsaxophon und Susie Ibarra an Schlagzeug und Percussion für RogueArt auf. Die Kompositionen auf dem Album sind eine lockere Reaktion auf das Werk Gaeta Set (for the Love of Fire & Water), eine Serie von Bildern, die Twombly 1981 fertigstellte und einige Jahre später vom Museum Brandhorst, einer Institution für zeitgenössische Kunst in München, erworben wurden. „VII“, das in dorniger Abstraktion beginne, sich aber bald zu einer synkopierten Form hinzieht, schrieb Nate Chinen, entspreche dem siebten Teil des Werks Twomblys, das Melford von dem Museum in einer Sammlung digitaler Bilddateien zur Verfügung gestellt wurde.
„Es ist eine Reflexion über eine Zeichnung von Cy Twombly, die ein gewisses Maß an Wiederholungen aufweist, aber auch etwas von der rauen, freien Hand und der hohen Energie einiger der anderen Zeichnungen dieser Serie“, sagte Melford gegenüber WBGO. „Ich liebe das Auf und Ab, das mit diesen großartigen Spielern möglich ist. Sie sind immer so präsent in jedem Moment.“
Melford kam mit den beteiligten Musikerinnen erstmals im Rahmen von Melfords Residency im Juni 2019 im New Yorker Veranstaltungsort The Stone zusammen, über die sie in The Checkout (bei WBGO) äußerte: „Ich hatte das Gefühl, dass es Spaß machen würde“, erinnert sie sich heute, „und da wir nicht viel Zeit zum Proben hatten, wollte ich es ziemlich offen lassen und viel improvisieren. Also habe ich eine Roadmap verschiedener Duos und Trios und verschiedene Textanweisungen zusammengestellt und ein paar Skizzen für neue Musik, an der ich arbeitete, eingemischt.“
For the Love of Fire and Water ist zwar in zehn nummerierte Abschnitte unterteilt, wird aber durchgehend aufgeführt.
Mit dem Album Hear the Light Singing (2023) setzte das Myra Melford’s Fire and Water Quintet seine Arbeit fort.

## Titelliste
- Myra Melford: For the Love of Fire and Water (Rogue Art 119)

1. I 07:51
2. II 02:10
3. III 03:16
4. IV 05:21
5. V 02:39
6. VI 04:26
7. VII 06:25
8. VIII 02:55
9. IX 04:15
10. X 04:49

Due Kompositionen stammen von Myra Melford.

## Rezeption
Nate Chinen schrieb in WBGO, Myra Melford sei unter anderem eine Meisterin in der Kunst, Klang aus Farbe und Linie herauszupressen. Als unersättlich erfindungsreiche Pianistin und Komponistin habe sie immer Nahrung in der modernen Kunst gefunden – insbesondere in den subversiven Werken von Cy Twombly.
Peter Margasak schrieb in The Quietus, Melfords Gespür für die Fähigkeiten der beteiligten Musiker zu komponieren, hätte sie dazu bewogen, das Projekt während der COVID-19-Pandemie am Leben zu erhalten. Sie habe die durch verschiedene Lockdowns geschaffenen Phasen genutzt, um Material zu entwickeln, und die Ergebnisse würden sicherlich ihrem Instinkt recht geben. Die zehnteilige Suite beinhalte eine Vielzahl von Spielhaltungen und Einstellungen und verhindere so, dass ein einzelner Klang oder Ansatz dominiere – und obwohl ihre Kompositionen die Darbietungen hier effektiv formen, trage dies nichts dazu bei, um die heftigen Improvisationsstimmen ihrer Mitarbeiterinnen zu ersticken. In Nathalie Weiners Liner-Notes-Essay erkläre die Pianistin die Verbindung zu den Zeichnungen von Cy Twombly, die sie empfand: „Er interessierte sich dafür, wie es sich anfühlt, die Linie mehr als das zu machen, wonach sie aussah, und das schien eine passende Metapher dafür zu sein, wie ich Klavier spiele. Für mich dreht sich alles um die Geste und die Energie.“ Dieses Gefühl werde in den Auftritten geboren, wo Melford ihr den Raum gebe, die Klangbilder auszufüllen.
Für Thom Jurek, der For the Love of Fire and Water für Allmusic besprach, ist es derzeit unerheblich, ob Melford tatsächlich noch weitere thematisch verwandte Werke folgen lässt. Das Album stehe für sich allein „als ein ganzes Universum aus Klang, musikalischer Virtuosität und intimer, ausgewogener Kommunikation“. Dabei mache Melford von allem Gebrauch, was ihr dieses kompetent besetzte Quintett ermögliche.
Wolf Kampmann betonte in seiner Vorstellung von For the Love of Fire and Water im ARD-Radiofestival vor allem die Art und Weise, wie von den fünf Musikerinnen in dieser Komposition miteinander nicht-wettbewerblich („ohne Testosteron“) musiziert wird. „Sie finden sich in einem Klangraum wieder, der nur in dieser Besetzung funktioniert.“ Melford wollte mit dieser Allstar-Besetzung arbeiten, weil jede einzelne Musikpersönlichkeit das Können besitzt, um ihr Werk zur vollen Geltung zu bringen. Und sie habe recht behalten. Das Ergebnis sei erstaunlich.